# Лакинск
Лакинск (рус. Лакинск) град је у Русији у Владимирској области. Према попису становништва из 2010. у граду је живело 15715 становника.

## Становништво
| 1939. | 1959. | 1970.  | 1979.  | 1989.  | 2002.  | 2010.  |
| ----- | ----- | ------ | ------ | ------ | ------ | ------ |
| 7.200 | 9.844 | 15.077 | 17.493 | 18.918 | 17.086 | 15.715 |